# 241e brigade de défense territoriale
Pour les articles homonymes, voir 241e brigade.
La 241e brigade de défense territoriale (en ukrainien : 241-та окрема бригада територіальної оборони) est la brigade de Kiev de la Force de défense territoriale de l'Armée ukrainienne.

## Historique
Elle fait partie du Commandement opérationnel nord et fut créée en avril 2022,. L'unité est engagée lors de l'invasion de l'Ukraine par la Russie.

## Structure

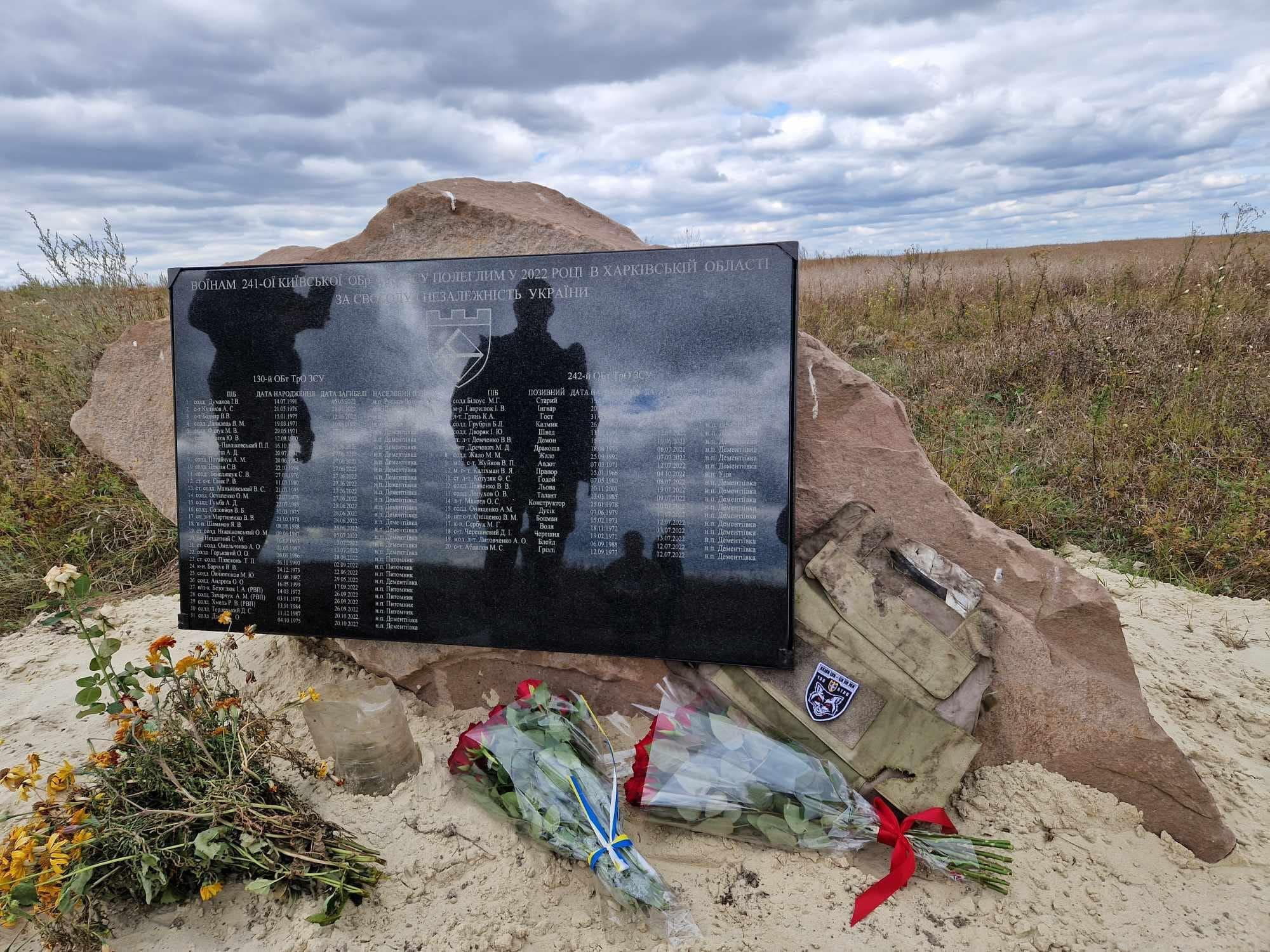
Octobre 2023, mémorial de la 241e.

### à partir d'avril 2022
- État-major de la brigade,
  - 
    -  Compagnie de protection du QG ;

  -  130e bataillon de défense territoriale
  -  204e bataillon de défense territoriale
  -  205e bataillon de défense territoriale (uk)
    -  État-major du bataillon,
      - 
        -  Compagnie de protection du QG ;

      - 1re compagnie de fusiliers
      - 2e compagnie de fusiliers
      - Compagnie mécanisée
      - Compagnie d'appui-feu
      - Batterie de mortier
      - Pelotton de Génie
      - Pelotton de transmission
      - Pelotton de logistique

  -  206e bataillon de défense territoriale (uk)
    -  État-major du bataillon,
      - 
        -  Compagnie de protection du QG ;

      - 1re compagnie de fusiliers
      - 2e compagnie de fusiliers
      - Compagnie « Validola »
      - Compagnie mécanisée
      - Compagnie d'appui-feu
      - Batterie de mortier
      - Pelotton de Génie
      - Pelotton de transmission
      - Pelotton de logistique

  -  207e bataillon de défense territoriale
  -  242e bataillon de défense territoriale (uk)
  -  243e bataillon de défense territoriale
  -  251e bataillon à vocation spéciale
  -  252e bataillon de défense territoriale
  - Unités de soutien.